# باست (نبراسکا)
باست(به انگلیسی: Bassett) شهری در ایالت نبراسکا کشور ایالات متحده آمریکا است که جمعیت آن در سرشماری سال ۲۰۱۰ میلادی، ۶۱۹ نفر بوده‌است.